# Xoel Yáñez
Xoel Yáñez ( Orense, 22 de noviembre de 1987) es un actor y músico español.

## Trayectoria
Comienza en el campo del teatro con Loly Buján en Orense. Posteriormente se traslada a Madrid donde estudia Arte Dramático en el Laboratorio de Teatro William Layton y Comunicación Audiovisual. Desde entonces empezó a participar en diferentes montajes teatrales, series de televisión y películas. En 2012 protagoniza la película Vilamor, bajo la dirección de Ignacio Vilar. En 2013 interpreta a Lucas Miroslav en la serie Chapa e pintura de la TVG. Además es miembro de varios grupos musicales.

### Cine
- Pelerinaxes (2015), de Simone Saibene
- Vilamor (2012), de Ignacio Vilar, como Hermes
- Secuestrados (2010), de Miguel Ángel Vivas, como César
- Pulsión (2010), de Punto C Grupo Creativo (cortometraje)

### Televisión
- Verão M (2018), (RTP)
- Centro Médico (2017 - 2018), (TVE) como Ruy Vega y Pepe Ciudad
- Amar es para siempre (2017), (Antena 3) como Hippie.
- El Faro (2014 - 2015) (TVG, TV3, Canal Sur) como Hugo
- Chapa e pintura (2013 - 2014) (TVG), como Lucas
- Matalobos (2011) (TVG), como Suso
- Cuéntame cómo pasó (2010) (TVE)
- La familia mata (2009) (Antena 3)
- Hospital Central (2006) (Telecinco), como Gerardo Cabas

### Teatro
- Un cuento de invierno (2014), dirigido por Carlos Martínez-Abarca, Madrid[3]
- Los otros niños (2010), dirigido por Ana Bettschen, Madrid
- Gusanos. El musical (2008), dirigido por Fermín Cabal, Madrid
- Retorno al desierto (2008), dirigido por Francisco Vidal, Madrid
- Morir o no (2008), dirigido por Mar Díez, Madrid
- Os pecados do lobo (2007), dirigido por Héctor Carballo, Orense
- Guantánamo (2006), dirigido por Rodolfo Cortizo, Cía. La pajarita de papel, Madrid
- Petición de man (2005), dirigido por Loly Buján, Orense
- Historia de una escalera (2004), dirigido por Loly Buján, Orense